# 愛国烈士陵
愛国烈士陵（あいこくれっしりょう）は、朝鮮民主主義人民共和国（北朝鮮）の平壌市にある国立墓地。1986年完成。

## 概要
愛国烈士陵は、朝鮮労働党の党員や朝鮮人民軍の軍人の戦死者や殉職者や北朝鮮政府の官僚など国家の功労者が埋葬されている。
2008年には、北朝鮮国内の10カ所に新たに愛国烈士陵を建設した。
朝鮮労働党の高級幹部級の政治家や朝鮮人民軍の将官級の軍人や北朝鮮政府の閣僚級の国家の功労者は平壌市の大城山革命烈士陵に埋葬される。